# Graeme Le Saux
Graeme Pierre Le Saux (Jersey; 17 de octubre de 1968) es un exfutbolista británico, con ascendencia francesa, que se desempeñó como defensor en varios equipos de su país como el Chelsea Football Club.
Fue un jugador bastante atípico para los estándares ingleses, ya que, a pesar de provenir de una familia de clase trabajadora, solía visitar galerías de arte y conciertos de música clásica, y por su costumbre de leer The Guardian, diario incomprensible para la media de los británicos. Esto lo llevó a sufrir episodios de bullying por parte de jugadores e hinchadas rivales.
El 21 de junio de 2012 el Wembley FC de la novena división inglesa fichó a Le Saux, junto con otras estrellas retiradas del fútbol, y compitió en la FA Cup 2012-2013.

## Clubes
| Club             | País       | Año         | Partidos | Goles |
| Chelsea FC       | Inglaterra | 1989 - 1993 | 90       | 8     |
| Blackburn Rovers | Inglaterra | 1993 - 1997 | 129      | 7     |
| Chelsea FC       | Inglaterra | 1997 - 2003 | 140      | 4     |
| Southampton FC   | Inglaterra | 2003 - 2005 | 44       | 1     |
| Wembley FC       | Inglaterra | 2012 - 2013 |          |       |

## Palmarés

### Torneos locales
| Título          | Club                | País       | Año       |
| --------------- | ------------------- | ---------- | --------- |
| Premier League  | Blackburn Rovers FC | Inglaterra | 1994-95   |
| Copa de la Liga | Chelsea FC          | Inglaterra | 1999-00   |
| FA Cup          | Chelsea FC          | Inglaterra | 1999-2000 |
| Charity Shield  | Chelsea FC          | Inglaterra | 2000      |

### Torneos internacionales
| Título              | Club          | Sede      | Año     |
| ------------------- | ------------- | --------- | ------- |
| Recopa de Europa    | Chelsea F. C. | Estocolmo | 1997-98 |
| Supercopa de Europa | Chelsea F. C. | Mónaco    | 1998    |